# Zentrum für Militärgeschichte und Sozialwissenschaften der Bundeswehr
Das Zentrum für Militärgeschichte und Sozialwissenschaften der Bundeswehr (ZMSBw) der Bundeswehr ist eine militärische Dienststelle und Einrichtung der Ressortforschung des Bundes mit Sitz in Potsdam in der Villa Ingenheim und mehr als einhundert Mitarbeitern. Es betreibt militärgeschichtliche, militärsoziologische und sicherheitspolitische Forschung im Auftrag des Bundesministeriums der Verteidigung.
Das Zentrum ging aus dem aufgelösten Dienststellen Militärgeschichtliches Forschungsamt und Sozialwissenschaftliches Institut der Bundeswehr hervor. Es führt deren Auftrag grundsätzlich weiter und hat deren Mitarbeiter übernommen. Wie seine Vorgänger ist das Zentrum Mitglied in der Arbeitsgemeinschaft der Ressortforschungseinrichtungen.

## Unterstellungen
Truppendienstlich ist das Zentrum dem Zentrum Innere Führung in Koblenz unterstellt, fachlich direkt dem Bundesministerium der Verteidigung, Referat EBU I 8 (Innere Führung; Militärseelsorge).
Dem Zentrum untersteht truppendienstlich das Militärhistorische Museum der Bundeswehr in Dresden.

## Gliederung
Das Zentrum wird durch eine zivil-militärische Doppelspitze aus Kommandeur und Leitendem Wissenschaftler geleitet und gliedert sich in die folgenden Teile:
- Zentrales Management (mit zugeordnetem Personal als Verwaltungsanteil des Zentrums inklusive des Fachbereichs Publikationen)
- Abteilung Forschung (als wissenschaftlicher Anteil mit sechs Forschungsbereichen und der Bibliothek)
- Abteilung Bildung (als wissenschaftlicher Anteil)

## Archiv
Das Zentrum verfügt über kein eigenes Archiv. Das amtliche Schriftgut der Bundeswehr sowie auch früherer deutscher Streitkräfte befindet sich im militärischen Anteil des Bundesarchivs, des Bundesarchiv-Militärarchivs (BArch-MA), in Freiburg im Breisgau. Das Bundesarchiv-Militärarchiv wurde 1968 in Freiburg aufgestellt und übernahm danach die an das Militärgeschichtliche Forschungsamt durch die Vereinigten Staaten, dem Vereinigten Königreich und Frankreich zurückgegebenen militärischen Akten, die diese im Zweiten Weltkrieg erbeutet hatten. Seitdem erhält es auch das nicht mehr dauerhaft im Geschäftsbereich des Bundesministeriums der Verteidigung benötigte amtliche Schriftgut.
Zusätzlich arbeitet im Bundesarchiv-Militärarchiv eine dem Zentrum zugeordnete Arbeitsgruppe, die die Verschlusssachen der Bundeswehr überprüft und die Aufhebung oder Herabstufung des Geheimhaltungsgrades verfügt. Damit vollzieht die Arbeitsgruppe einen Kabinettsbeschluss der Bundesregierung, wonach Verschlusssachen des Bundes in allen Archiven als „öffentliches Eigentum“ jedem interessierten Bürger offenstehen müssen, soweit übergeordnete Sicherheitsinteressen dem nicht entgegenstehen.

## Standortdatenbank der Bundeswehr
Das Zentrum betreibt mit Unterstützung des Museums Berlin-Karlshorst Standortdatenbanken zur Bundeswehr und zur ehemaligen Nationalen Volksarmee der DDR. Die frei über die Webseite des Zentrums abrufbaren Online-Datenbanken bieten einen Zugriff auf die Bezeichnung von Truppenteilen und Dienststellen der Bundeswehr und der Nationalen Volksarmee wie auch der Gruppe der Sowjetischen Streitkräfte in Deutschland, deren Abkürzungen, eventuelle Traditions- und Beinamen, Standorten und Liegenschaften mit Anschriften. Die Datenbank dient der militärgeschichtlichen Forschung und der interessierten Öffentlichkeit und soll Strukturveränderungen, Standortschließungen, Außer- und Indienststellungen sowie Verlegungen von Dienststellen der Bundeswehr zwischen 1956 und heute nachvollziehbar machen. Insbesondere die Datenbank zu den Standorten der Bundeswehr ist noch nicht vollständig und wird weiterhin bearbeitet.

## Veröffentlichungen
Als laufende Publikationen gibt das Zentrum die wissenschaftliche Fachzeitschrift Militärgeschichtliche Zeitschrift (ISSN 0026-3826 beim De Gruyter / R. Oldenbourg Verlag), die inzwischen auch in einer Online-Version verfügbar ist, die populärwissenschaftliche Zeitschrift Militärgeschichte – Zeitschrift für historische Bildung (ISSN 0940-4163) sowie die monografische Schriftenreihen Beiträge zur Militärgeschichte und Entstehung und Probleme des Atlantischen Bündnisses heraus.
Das Zentrum und seine Vorgänger geben bzw. gaben laufend wissenschaftliche Publikationen heraus.

## Podcasts
- ZUGEHÖRT! Der Podcast des ZMSBw informiert seit April 2020 über militärgeschichtliche und sozialwissenschaftliche Themen.[5]
- Angelesen. Das Buchjournal des ZMSBw informiert seit Juni 2022 über militärgeschichtliche und sozialwissenschaftliche Literatur. Gegenwärtig (Stand: Nov. 2022) ist es allerdings nicht in Podcastform verfügbar.[6]

## Liste der Kommandeure und Leitenden Wissenschaftler

### Kommandeure
- 2013–2017: Oberst Hans-Hubertus Mack[7]
- 2017–2021: Kapitän zur See Jörg Hillmann[7]
- 2021–2025: Oberst Sven Lange[8]
- 2025–heute: Oberst Frank Hagemann[9]

### Leitende Wissenschaftler
- 2014–2021: Michael Epkenhans[10]
- 2023–heute: Alaric Searle[11]

## Wissenschaftlicher Beirat
Dem wissenschaftlichen Beirat gehören – mit Stand von 2024 – folgende Personen an:
- Kerstin von Lingen, Universität Wien (Vorsitzende)
- Friedrich Kießling, Rheinische Friedrich-Wilhelms-Universität Bonn
- Eckart Conze, Philipps-Universität Marburg
- Konteradmiral a. D. Jean Martens
- Monika Fenn, Universität Potsdam
- Sönke Neitzel, Universität Potsdam
- Johannes Hürter, Institut für Zeitgeschichte München und Johannes Gutenberg-Universität Mainz
- Tanja Bührer, Paris Lodron Universität Salzburg
- Tibor Szvircsev Tresch, Militärakademie an der ETH Zürich
- Anna Geis, Helmut-Schmidt-Universität/Universität der Bundeswehr Hamburg
- Ines-Jacqueline Werkner, Forschungsstätte der Evangelischen Studiengemeinschaft (FEST) Heidelberg und Johann Wolfgang Goethe-Universität Frankfurt am Main
- Aurel Croissant, Ruprecht-Karls-Universität Heidelberg
- Gregor Isenbort, DASA – Arbeitswelt Ausstellung
- Ulrike Kretzschmar, Deutsches Historisches Museum
- Harald Biermann, Stiftung Haus der Geschichte der Bundesrepublik Deutschland
- Denise Tonella, Schweizerisches Nationalmuseum